# Diego Fusaro
Diego Fusaro (Torino, 15 giugno 1983) è un opinionista e saggista italiano.

## Biografia

### Studi e insegnamento
Ha conseguito la laurea in filosofia della storia e successivamente la laurea magistrale. Dopo aver conseguito un dottorato di ricerca presso l'università privata "Università Vita-Salute San Raffaele" di Milano in filosofia della storia, è stato insegnante e ricercatore a tempo determinato di tipo A in storia della filosofia presso la stessa università dal 2011 al 2017.

### Altre attività
A 16 anni crea un sito sulla filosofia, Filosofico.net, che ancora gestisce, e dal 20 giugno 2015 cura un blog per Il Fatto Quotidiano. Nel marzo del 2017 ha fondato l'associazione culturale e rivista L'Interesse Nazionale, insieme con Giuseppe Azzinari e con Ivan Rizzi. Per un breve periodo, poco prima della sua chiusura, ha scritto per il settimanale cattolico Tempi.. Dal 2018 al 2020 ha scritto sulla rubrica Lampi del pensiero su Affaritaliani.it e, da maggio dello stesso anno, della rubrica settimanale La ragion populista su Il Primato Nazionale, rivista ufficiale del movimento neofascista CasaPound.
Ha una rubrica quotidiana chiamata Lampi del pensiero quotidiano su Radio Radio. Per un certo periodo ha collaborato con Radio Padania Libera. Da maggio 2022 cura "Controvento" una rubrica sul sito di disinformazione Byoblu. Dal 2022, inoltre, realizza video creati a richiesta per compleanni e ricorrenze tramite una piattaforma on line. Sempre dal 2022 scrive regolarmente in qualità di editorialista per «Il Giornale d'Italia».
Dal febbraio 2024 è vicedirettore della testata online Il Corsaro della Sera.

### Attività politica

#### Elezioni regionali in Sicilia nel 2017
Nel 2017 è indicato assessore regionale alla Cultura da Franco Busalacchi, candidato alla presidenza della Regione siciliana con la lista autonomista Noi siciliani con Busalacchi – Vox Populi - Sicilia libera e sovrana. La lista verrà esclusa dalla competizione per vizi formali dalla Corte d'Appello di Palermo.

#### Elezioni amministrative del 2019
Nel 2019 si candida sindaco alle elezioni comunali di Gioia Tauro (Calabria) con la lista Risorgimento Meridionale per l'Italia, ottenendo il 2,84% dei voti e attestandosi all'ultimo posto. Nella stessa tornata elettorale era stato designato dal candidato sindaco del Movimento 5 Stelle di Foligno come assessore alla cultura in caso di sua affermazione: i pentastellati ottengono l'11,59% dei voti e vengono esclusi dal ballottaggio.

#### Vox Italia (2019-2021)
Il 14 settembre 2019 fonda, insieme a Francesco Toscano, il partito di orientamento sovranista e populista Vox Italia. Il mese dopo, il senatore Carlo Martelli aderisce a Vox Italia, portando il partito ad avere il primo rappresentante in Parlamento, salvo uscirne nel 2021 per iscriversi ad Italexit. Il partito partecipò a varie elezioni regionali e comunali, ma non riuscì mai ad ottenere più dello 0,5% dei voti.

#### Ancora Italia per la Sovranità Democratica (2021-2022 e dal 2023)
Il 28 febbraio 2021 il partito sotto la guida di Francesco Toscano cambia denominazione in Ancora Italia per la Sovranità Democratica; nella stessa occasione, però, si consuma una scissione guidata dal segretario nazionale Giuseppe Sottile e da altri membri del partito contrari alla linea decisa in assemblea, che optano quindi per proseguire l'attività con la denominazione originale confluendo poi all'interno di Italexit, partito guidato da Gianluigi Paragone. Il 9 giugno 2022 aderisce ad AI la senatrice Bianca Laura Granato, esponente del gruppo CAL (Costituzione, Ambiente, Lavoro)-Alternativa-PC-IdV.
Il 2 agosto 2022, in dissenso con la linea del partito guidata da Francesco Toscano, Diego Fusaro annuncia l'interruzione della sua collaborazione con Ancora Italia ed un riavvicinamento ad Italexit di Gianluigi Paragone. Le ragioni addotte da Fusaro sono molteplici: tra di esse, il proprio mancato riconoscimento come ideologo di Ancora Italia (inizialmente previsto dallo statuto di partito, poi ignorato e infine rimosso nel congresso di Napoli 2022), il mancato invito al congresso di Napoli nell'estate del 2022, la linea adottata in politica estera (a detta di Fusaro "troppo atlantista" e troppo poco filo-cinese) e infine l'alleanza elettorale con altre formazioni facenti capo al Partito Comunista di Marco Rizzo e Azione Civile di Antonio Ingroia all'interno della lista Italia Sovrana e Popolare in vista delle elezioni politiche del 25 settembre 2022.
Nel luglio 2023, dopo la fondazione di Democrazia Sovrana Popolare (DSP) come alleanza sovranista da parte di Francesco Toscano e Marco Rizzo, la corrente guidata da Toscano fonda Ancora Italia Sovrana e Popolare, mentre i membri rimasti in Ancora Italia per la Sovranità Democratica nominano presidente del partito Diego Fusaro, che a circa un anno dalla sua fuoriuscita torna quindi nel partito di cui è stato ideologo con un ruolo dirigenziale.

## Posizioni
Nelle sue pubblicazioni Fusaro ha trattato del pensiero di Marx nell'ottica dell'idealismo tedesco, accostando alla critica del sistema capitalistico elementi tratti dalla tradizione comunitarista e sovranista. Afferma di seguire le orme del filosofo italiano Costanzo Preve, del quale è stato allievo.
Studioso di Fichte, Giovanni Gentile e Antonio Gramsci, ritiene che il marxismo di quest'ultimo sia profondamente permeato dell'attualismo gentiliano, riprendendo un analogo giudizio di Solari e Del Noce: «Gramsci sta a Gentile come Marx sta ad Hegel».
Reinterpretando lo stesso Marx in un senso quasi idealistico, Fusaro sostiene che Gramsci abbia in tal modo depurato la dottrina marxiana dei suoi aspetti deterministici, rivalutando il momento della prassi in favore di una visione attiva della storia, in cui operi la libera volontà degli uomini, attraverso il conflitto dialettico della politica.
Ha appoggiato l'affissione di manifesti da parte di "Pro Vita e Famiglia", un'organizzazione antiabortista e contraria ai diritti LGBT che ha legami con Forza Nuova. Si è altresì dichiarato contrario al disegno di legge Zan contro l'omotransfobia, l'abilismo e il sessismo, ritenuto uno strumento per imporre il “nuovo ordine erotico”.
Sostiene che "il transgenderismo eretto a modello mediatico si fonda sulla deregulation sessuale, sull’abbattimento di ogni limite e di ogni sovranità legati all’ambito della natura e della biologia" e che la carriera alias per le persone transgender, ovvero la possibilità di usare un nome di elezione invece di quello anagrafico nelle università sarebbe "un'arma per dividere e distrarre le masse".

## Controversie

### Premio "Margherita Hack"
Nel maggio 2022 Fusaro annuncia di avere ricevuto il Premio Margherita Hack a Venezia presso la "Biennale d'Arte (Padiglione Spoleto)" per meriti nella ricerca filosofica e per la capacità di pensare controcorrente. Tuttavia, diversi osservatori fanno notare come in realtà il premio sia assegnato dall'associazione "Pro biennale", che non ha alcun legame né con i luoghi né con le dinamiche della famosissima mostra. Inoltre, si fa sempre notare che nei “siti” della Biennale d’Arte di Venezia non esiste alcun padiglione Spoleto e che ad organizzare il “Premio Margherita Hack” è stata un’agenzia privata chiamata “Agenzia Promoter”, guidata e diretta da Salvo Nugnes, il quale è stato manager di personaggi famosi come Vittorio Sgarbi, Katia Ricciarelli, Romina Power e la stessa Margherita Hack.
Infine, l’Istituto nazionale di astrofisica, apparentemente indicato come uno degli enti patrocinanti in un comunicato del 2018, non è mai stato contattato o coinvolto nella manifestazione e quindi il logo dell'Istituto sarebbe stato apposto senza alcuna autorizzazione.

### Eurasiatismo
Ha contatti con il filosofo eurasiatista Aleksandr Gel'evič Dugin.
È un sostenitore della dottrina dell'Eurasiatismo, che prevede la creazione dell'Eurasia, una nazione estesa dal Portogallo alla Russia, sotto l'egemonia russa. Nel manifestare il suo appoggio alla Russia, Fusaro diffuse sui suoi profili social la notizia falsa che il presidente ucraino Volodymyr Zelens'kyj farebbe uso di cocaina.

### Posizioni sui vaccini e sulla pandemia di COVID-19
Si è dichiarato contrario al decreto-legge n. 73 del 2017 relativo agli obblighi vaccinali, poiché il numero di vaccinazioni rese obbligatorie dal d.l., a suo dire, sarebbe eccessivo e a esclusivo ritorno economico delle multinazionali farmaceutiche, benché tale affermazione sia stata smentita dai dati del Ministero della salute sulla spesa farmaceutica nazionale.
Per quanto riguarda la pandemia di COVID-19, ha sostenuto posizioni secondo le quali le misure di prevenzione sanitaria adottate dal governo conterrebbero elementi di tecniche di controllo sociale ed ha paragonato l'uso della mascherina al marchio della bestia biblico, associato al numero 666.
Ha partecipato a manifestazioni "no vax" organizzate dall'organizzazione neofascista Forza Nuova, insieme a Alessandro Meluzzi, Povia, l'arcivescovo Carlo Maria Viganò, Carlo Taormina; nel 2022 partecipa a un incontro in appoggio ai neofascisti condannati per aver assalito e devastato la sede nazionale della CGIL
.
Nel 2021 in un tweet dimostra involontariamente l'efficacia dei vaccini contro la diffusione del COVID.
Sui suoi profili social, Fusaro diffonde la notizia falsa secondo la quale il Green Pass, ovvero il documento che attesta la situazione sanitaria e vaccinale rispetto al virus COVID-19 e che autorizza gli spostamenti, venga bloccato automaticamente in caso un cittadino abbia tasse o multe non pagate.

## Vita privata
Si è sposato nel 2019 nella Chiesa di Sant'Anna a Porto Potenza Picena con la giornalista Aurora Pepa con cui ha una figlia di nome Allegra, nata nello stesso anno.

## Opere
- Filosofia e speranza. Ernst Bloch e Karl Löwith interpreti di Marx, Il Prato, 2005. ISBN 88-89566-17-5.
- La farmacia di Epicuro. La filosofia come terapia dell'anima, Il Prato, 2006. ISBN 88-89566-45-0.
- Marx e l'atomismo greco. Alle radici del materialismo storico, Il Prato, 2007. ISBN 978-88-89566-75-6.
- Karl Marx e la schiavitù salariata. Uno studio sul lato cattivo della storia, Il Prato, 2007. ISBN 978-88-89566-77-0.
- Bentornato Marx! Rinascita di un pensiero rivoluzionario, Bompiani, 2009. ISBN 978-88-452-6394-1.
- Essere senza tempo. Accelerazione della storia e della vita, Bompiani, 2010. ISBN 978-88-452-6604-1.
- Minima mercatalia. Filosofia e capitalismo, Bompiani, 2012. ISBN 978-88-452-7013-0.
- L'orizzonte in movimento. Modernità e futuro in Reinhart Koselleck, Il Mulino, 2012. ISBN 978-88-15-23703-3.
- Coraggio, Cortina, 2012. ISBN 978-88-6030-467-4.
- Idealismo e prassi. Fichte, Marx e Gentile, Il melangolo, 2013. ISBN 978-88-7018-889-9.
- Pensiero in rivolta. Dissidenza e spirito di scissione, Barney, 2014 (con Lorenzo Vitelli, Sebastiano Caputo).
- Il futuro è nostro. Filosofia dell'azione, Bompiani, 2014. ISBN 978-88-452-7717-7.
- Fichte e l'anarchia del commercio. Genesi e sviluppo del concetto di "Stato commerciale chiuso", Il melangolo, 2014. ISBN 978-88-7018-941-4.
- Antonio Gramsci. La passione di essere nel mondo, Giangiacomo Feltrinelli Editore, 2015. ISBN 978-88-07-22701-1.
- Europa e capitalismo. Per riaprire il futuro, Mimesis, 2015.
- Fichte e la compiuta peccaminosità. Filosofia della storia e critica del presente nei «Grundzüge», Il melangolo, 2017.
- Pensare altrimenti. Filosofia del dissenso, Giulio Einaudi Editore, 2017. ISBN 978-88-06-22831-6.
- Storia e coscienza del precariato, Bompiani, 2018. ISBN 978-88-45-29750-2.
- Il nuovo ordine erotico. Elogio dell'amore e della famiglia, Rizzoli, 2018. ISBN 978-88-17-10321-3.
- (con Marcello Flores, Maurizio Ridolfi, Luciano Canfora), Processo alla Rivoluzione Russa, Il Ponte Vecchio, 2018, ISBN 978-88-65-41773-7
- Marx idealista. Per una lettura eretica del materialismo storico, Mimesis, 2018. ISBN 8857550516.
- La notte del mondo. Marx, Heidegger e il tecnocapitalismo, UTET, 2019. ISBN 9788851171278.
- Glebalizzazione. La lotta di classe al tempo del populismo, Rizzoli, 2019. ISBN 8817141364.
- Difendere chi siamo. Le ragioni dell'identità italiana, Rizzoli, 2020. ISBN 9788817148825.
- Golpe globale. Capitalismo terapeutico e Grande Reset, Edizioni Piemme, 2021. ISBN 9788856682427.
- Odio la resilienza. Contro la mistica della sopportazione, Rizzoli, 2022. ISBN 9788817162470.
- La fine del cristianesimo. La morte di Dio al tempo del mercato globale e di Papa Francesco, Edizioni Piemme, 2023. ISBN 9788856686210.
- Demofobia. Destra e sinistra: la finta alternanza e la volontà di schiacciare il popolo, Rizzoli, 2023.
- Sinistrash. Contro il neoliberalismo progressista, Piemme, 2023. ISBN 9788856693560.

- La dittatura del sapore. Larve, insetti e grilli: contro il gastronomicamente corretto, Rizzoli, 2024. ISBN 9788817184991.
- Marx a Wall Street. Il capitalismo finanziario e le sue truffe, Piemme, 2025. ISBN 9788856693577.

### Traduzioni, curatele e commenti
- Karl Marx, Differenza tra le filosofie della natura di Democrito e di Epicuro, Bompiani, 2004. A cura di Diego Fusaro. ISBN 88-45-21363-3.
- Karl Marx, La questione ebraica, Bompiani, 2007. A cura di Diego Fusaro. ISBN 88-45-25807-6.
- Democrito, Raccolta dei frammenti, interpretazione e commentario, Bompiani, 2007. Traduzione di Diego Fusaro. ISBN 88-45-25804-1.
- Luciano di Samosata, Tutti gli scritti, Bompiani, 2007. Introduzione, note e apparati di Diego Fusaro. ISBN 88-45-25895-5.
- Karl Marx, Lavoro salariato e capitale, Bompiani, 2008. A cura di Diego Fusaro. ISBN 88-45-26030-5.
- Karl Marx, Forme di produzione precapitalistiche, Bompiani, 2009. A cura di Diego Fusaro. ISBN 88-45-26228-6.
- Karl Marx - Friedrich Engels, Manifesto e princìpi del comunismo, Bompiani, 2009. A cura di Diego Fusaro. ISBN 88-45-26322-3.
- Karl Marx - Friedrich Engels, Ideologia Tedesca, Bompiani, 2011. A cura di Diego Fusaro. ISBN 88-45-26674-5.
- Johann Gottlieb Fichte, Missione del dotto, Bompiani, 2013. A cura di Diego Fusaro. ISBN 88-45-27238-9.
- Epicuro, Il piacere di vivere, AlboVersorio, 2013. A cura di Diego Fusaro. ISBN 88-97-55341-9.

### Altri contributi
- Prefazione a Lorenzo Valloreja, Uscire dall'Unione europea: opportunità vs. pregiudizio, Armando Editore, Roma 2020. ISBN 978-88-6992-815-4